# Cinq baigneuses
Cinq baigneuses est un tableau réalisé par Paul Cézanne en 1885-1887. Cette huile sur toile représente cinq femmes nues occupées à leur baignade. Elle est conservée au Kunstmuseum, à Bâle, en Suisse.

## Expositions
- Le Cubisme, Centre national d'art et de culture Georges-Pompidou, Paris, 2018-2019.